# Sous-espace projectif
En géométrie projective, un sous-espace projectif est une partie remarquable d'un espace projectif. Il est défini comme le projeté d'un sous-espace vectoriel de l'espace vectoriel associé. Contrairement à ce qui se passe en géométrie affine, il n'y a pas de phénomène de parallélisme, ce qui donne des propriétés simples d'incidence en termes de dimensions.

## Définition
On suppose que  {\displaystyle E\,\!} est un espace vectoriel,  {\displaystyle P(E)\,\!} l'espace projectif associé et {\displaystyle \pi } l'application de projection de {\displaystyle E\,\!} sur {\displaystyle P(E)\,\!}.

### Sous-espaces, dimension
Si {\displaystyle F\,\!} est un sous-espace vectoriel non réduit à {\displaystyle \{0\}\,\!}, on peut encore définir l'espace projectif associé {\displaystyle P(F)\,\!} sur {\displaystyle F\,\!}. On peut également considérer le sous-ensemble de {\displaystyle P(E)\,\!} formé par les {\displaystyle \pi (x)\,\!} tels que {\displaystyle \,\!x\in F}, c'est-à-dire l'image {\displaystyle \pi (F)\,\!}. Ces deux modes d'introduction sont équivalents et permettent de définir la notion de sous-espace projectif. 
Lorsque le sous-espace vectoriel est de dimension k+1, on dit que le sous-espace projectif associé est de dimension k. Avec cette convention, les sous-espaces vectoriels de E de dimension k + 1 sont en correspondance bijective avec les sous-espaces projectifs de P(E) de dimension k.
En particulier on appellera droite projective de {\displaystyle P(E)\,\!} un sous-espace obtenu à partir d'un plan vectoriel de  {\displaystyle E\,\!}, mais hyperplan projectif tout sous-espace projectif défini à partir d'un hyperplan vectoriel.
Dans le cas où l'espace vectoriel est défini sur le corps des réels, {\displaystyle P(F)\,\!} est en fait une sous-variété de {\displaystyle F\,\!}, effectivement de dimension k.

### Sous-espace engendré par une partie
Pour toute partie {\displaystyle A\,\!} de {\displaystyle P(E)\,\!} on peut définir le sous-espace projectif engendré par {\displaystyle A\,\!}, comme le plus petit sous-espace projectif de {\displaystyle P(E)\,\!} contenant {\displaystyle A\,\!} ; on le notera {\displaystyle Proj(A)\,\!}.
Il correspond au sous-espace vectoriel engendré par l'image réciproque {\displaystyle \pi ^{-1}(A)\,\!} de {\displaystyle A\,\!} par la projection canonique :
{\displaystyle Proj(A)=\pi (Vect(\pi ^{-1}(A)))\,\!}

### Opérations sur les sous-espaces projectifs
Si {\displaystyle P(F)\,\!} et {\displaystyle P(G)\,\!} sont des sous-espaces projectifs de {\displaystyle P(E)\,\!}, l'intersection {\displaystyle P(F)\cap P(G)\,\!} est un sous-espace projectif correspondant au sous-espace vectoriel {\displaystyle F\cap G\,\!} de {\displaystyle E\,\!} : {\displaystyle P(F)\cap P(G)=P(F\cap G)\,\!}.
D'autre part l'union de deux sous-espaces projectifs n'est pas en général un sous-espace projectif mais on peut considérer le sous-espace projectif engendré par {\displaystyle P(F)\,\!} et {\displaystyle P(G)\,\!}, qui correspond au sous-espace vectoriel somme {\displaystyle F+G\,\!} : {\displaystyle Proj(P(F)\cup P(G))=P(F+G)\,\!}.

## Propriétés d'incidence
Les premières propriétés des espaces projectifs s'expriment en termes d'
incidence : les résultats sont beaucoup plus clairs que dans le cas vectoriel.
Pour tout couple de sous-espaces projectifs de dimensions finies on a la relation fondamentale :
{\displaystyle dim\,P(F)+dim\,P(G)=dim\,P(F+G)+dim\,P(F\cap G)\,\!}.
Alors que dans le cas d'un espace affine on a seulement inégalité (voir formule de Grassman).
Application fondamentale de ce résultat : si {\displaystyle P(E)\,\!} est un plan projectif, et si {\displaystyle P(F)\,\!} et {\displaystyle P(G)\,\!} sont des droites projectives, on obtient {\displaystyle 2=dim\,P(F+G)+dim\,P(F\cap G)\,\!}. Or l'espace somme {\displaystyle P(F+G)\,\!} est inclus dans {\displaystyle P(E)\,\!}, donc de dimension inférieure ou égale à 2. On obtient {\displaystyle dim\,P(F\cap G)\geq 0\,\!}, c'est-à-dire que deux droites du plan projectif ont toujours au moins un point commun, le point à l'infini.
Autrement dit il n'y a pas de droites parallèles dans un plan projectif, et plus généralement pas de notion de parallélisme en géométrie projective. On voit ici le progrès par rapport à la géométrie affine : la géométrie projective va nous permettre d'éliminer de nombreux cas particuliers dus au parallélisme.